# Dolomia Principale

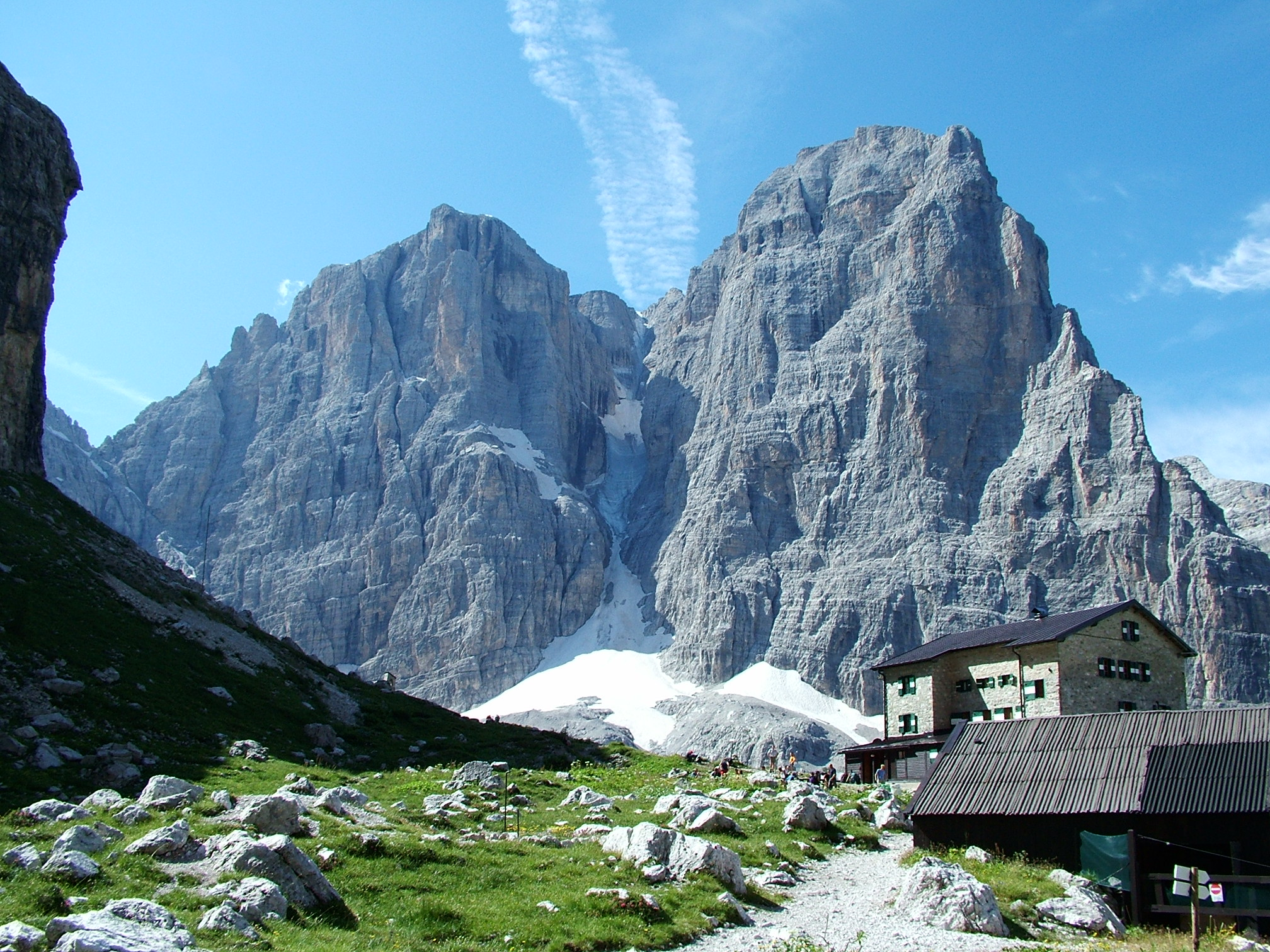
Der Crozzon di Brenta (rechts) ist vollkommen aus Dolomia Principale aufgebaut

Der Dolomia Principale ist eine mesozoische Formation aus dem Oberen Karnium, Norium und Rhaetiums Italiens. Er besteht vorwiegend aus hellgrauem bis weißem Dolomit. Seine Mächtigkeit ist variabel – im Tal der Etsch beträgt sie nur 250 Meter, wohingegen in den Karnischen Voralpen bis an die 2000 Meter erreicht wird. Das Gestein wurde im Gezeitenbereich auf einer breiten, schlammigen Karbonatplattform unter tropischen Bedingungen abgelagert, wobei sich charakteristische Zyklen supratidaler, intertidaler und subtidaler Sedimente bildeten.

## Literatur

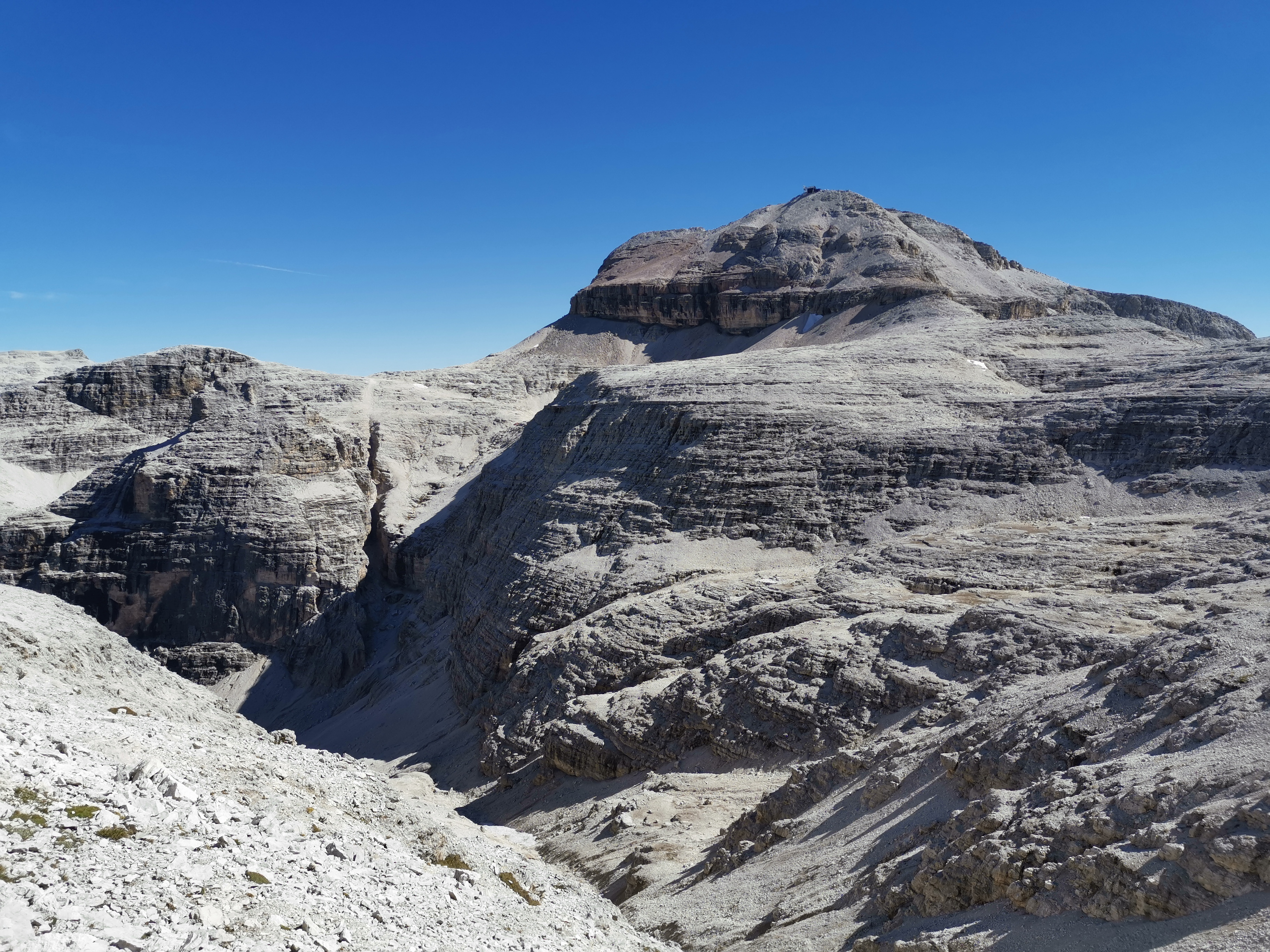
Gipfelüberschiebung am Piz Boè (3152 m). Die Basis des Bergstocks der Sella besteht aus Dolomia Principale. Der Gipfelaufbau gründet auf rhaetischem Dachsteinkalk und einer dünnen Lage von Ammonitico Rosso (linkerhand), die ihrerseits von Dolomia Principale aus östlicher Richtung (rechts) überfahren werden.

## Etymologie
Im Italienischen bedeutet das weibliche Substantiv dolomia Dolomit und das Adjektiv principale haupt(sächlich), hervorragend, vorwiegend, prinzipiell. Dem Dolomia Principale entspricht im Ostalpin der Hauptdolomit.

## Erstbeschreibung
Der Dolomia Principale des Südalpins wurde wissenschaftlich erstmals von Richard Lepsius im Jahr 1876 beschrieben. Die äquivalente Formation des ostalpinen Hauptdolomits war in den Bayerischen Alpen aber bereits 1857 von Carl Wilhelm von Gümbel erstmals definiert worden.

## Einführung
Im ausgehenden Karnium (Tuvalium) wurden die vorausgehenden Schelfplattformen und Becken des westlichen Tethysmeeres durch verschiedene Flachwasserenvironments verdrängt und es setzten sich terrigene Sedimente, Evaporite und Karbonate der Raibler Schichten ab. Die unebene Morphologie wurde eingeebnet und mit Beginn des Noriums bildete sich in Norditalien sodann eine Karbonatplattform, die von der östlichen Lombardei bis nach Slowenien reichte. Auf ihr wurde unter subtropischen Bedingungen der Dolomia Principale abgelagert – eine überaus mächtige Dolomitformation, die am Val Camonica sogar bis zu 3000 Meter erreichen kann. Er tritt dickbankig in Erscheinung und zeigt intern eine Wechsellagerung von sehr feinkörnigem Dolomitmikrit und stromatolithischem Dolomit. Die generell monoton wirkende Formation stellt in Wirklichkeit einen abwechslungsreichen Sedimentkomplex dar, der örtliche Einschaltungen von internen, teils turbiditischen Beckensedimenten wie beispielsweise im Val Menaggio, aber auch von restriktiven Beckensedimenten an den Tag legen kann. Letztere Dolomite sind bituminös und erscheinen im Hangenden, Beispiele finden sich bei Tremezzo, im Val Brembana und im Val Trompia. Gegen Ende des Dolomia Principale begann die Plattform sich stärker zu differenzieren und es bildeten sich größere Absinkbecken, die von synsedimentären Verwerfungen umrahmt waren. Im Hangenden des Noriums waren sodann zwei Faktoren ausschlaggebend: (1) ein bedeutendes Absinken des Meeresspiegels, der zum Auftauchen der Plattform und zum Absetzen eines kondensierten Horizonts in den Becken führte. (2) ein Wechsel von aridem zu feuchtem Klima. Die beobachteten Veränderungen lassen sich am besten durch eine globale Abkühlung erklären, welche für den Meeresspiegelrückgang und das abrupte Ende der Dolomitsedimentation verantwortlich zeichnete sowie durch ein Verschieben der Klimagürtel, wodurch es zu einer Niederschlagsänderung kam. Endresultat war der Übergang zu toniger Sedimentation am westlichen Tethysrand.

## Geographische Verbreitung

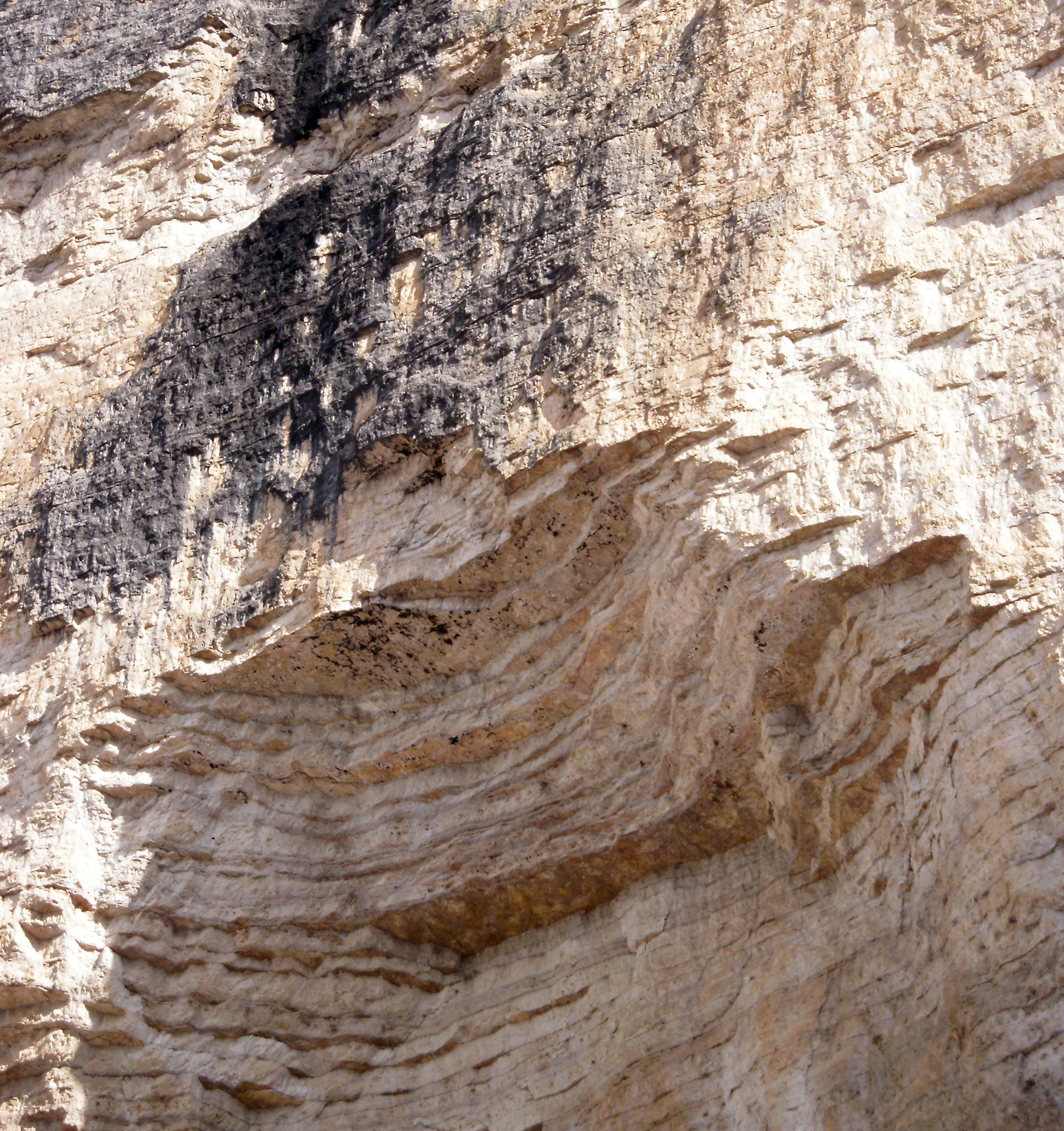
Das aus Dolomia Principale bestehende Dach in der Nordwand der Westlichen Zinne

Der Dolomia Principale erstreckt sich in den Südalpen von der westlichen Lombardei (wo er nur sehr reduziert auftritt) bis nach Slowenien (Julische Alpen). Sein Hauptverbreitungsgebiet findet sich eindeutig in den Dolomiten, als Beispiele mögen die Brenta, die Drei Zinnen, der Latemar, die Sella, der Schlern und die Puezgruppe angeführt sein. Er ist aber überdies auch in den Bergamasker Alpen und in Friaul anzutreffen. Weitere Vorkommen sind sogar aus dem Penninikum bekannt, so beispielsweise in der Sestri-Voltaggio-Zone, in den Meeralpen, im Valle Maira und in den Cottischen Alpen.
Außerhalb der Alpen erscheint der Dolomia Principale im Apennin der Abruzzen, der Basilicata, Kampaniens, Latiums und auch Kalabriens.

## Sedimentologie

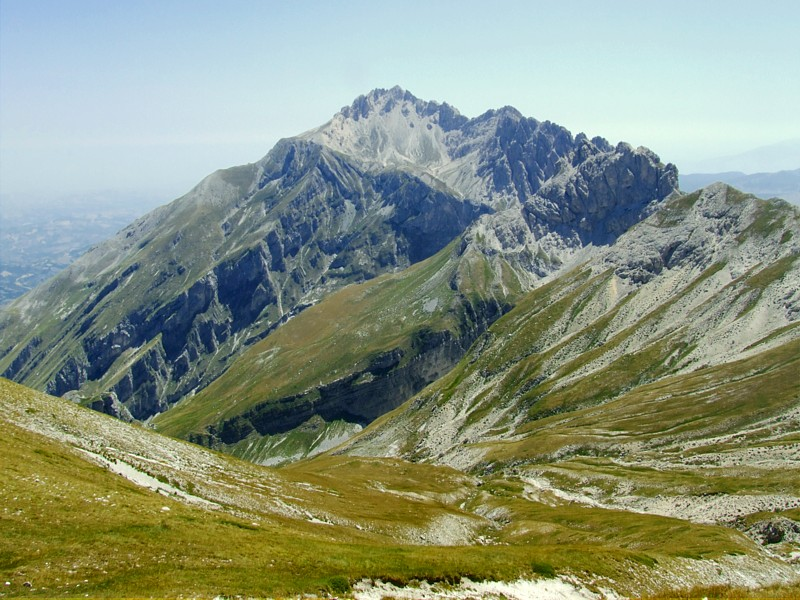
Der Monte Prena gesehen vom Monte Brancastello. Der Gipfelaufbau besteht aus schräg nach Norden (links) über Jura geschobenen Dolomia Principale.

### Fazies
Insgesamt zeichnete sich der Dolomia Principale in seinen unterschiedlichen Verbreitungsgebieten durch eine sehr einheitliches Faziesbild aus. Eindeutig überwog eine innere Schelfplattformfazies von großer Ausdehnung, aufgebaut aus mikrokristallinem Dolomit. Progradierende Randfazies und Plattformrinnenfazies waren weitaus seltener. Im Gran Sasso des Zentralapennins erreichte beispielsweise seine zyklisch aufgebaute innere Plattformfazies 600 Meter an Mächtigkeit, Sedimente plattforminterner Becken waren hier untergeordnet. Im südlichen Apennin erfuhr die Formation eine fazielle Differenzierung in eine biogene Randfazies, die sich entweder aus Serpuliden oder krustenbildenden Organismen (in Plattformfurchen) oder aus Korallen und Schwämmen (in offeneren Becken) zusammensetzte. Letztere Randfazies bildete sich auch im Ostsektor der Südalpen.

### Zyklen
Der Dolomia Principale ist intern in peritidalen Zyklen organisiert, deren individuelle Mächtigkeit durchschnittlich im Meterbereich liegt und die zum Hangenden eine Verflachungstendenz (Englisch shallowing upward) an den Tag legen. Der untere Zyklusabschnitt ist subtidal und besteht aus Mikrit und bioturbatem Wackestone/Packstone (wobei die Sedimentdurchwühlung zwischen den Bioklasten erfolgte). Der obere Abschnitt ist jedoch intra- bis supratidal und zeigt flache bis wellige Stromatholithenlagen. Im östlichen Südalpin können im oberen Zyklus auch grüne Mergel und Feinbrekzien mit schwarzen und/oder stromatolithischen Klasten erscheinen. Stellenweise können auch subtidale Fazies auftreten, deren Fossilien (beispielsweise Schnecken wie Worthenia und Kolonien in Lebensstellung erhaltener Megalodonten) auf ein höheres Energieniveau hindeuten. Häufig sind auch bioklastische, durch Traktionsströmungen erzeugte Lagen (Tempestitlagen und Rinnenablagerungen) vorhanden. Diese können bis zu einen Meter mächtig werden, verbleiben aber gewöhnlich im Zentimeterbereich und führen Dasycladaceen, Bivalven und Gasteropoden. Die Gegenwart von Reptilienfährten und Süßwasserpflanzen verweist auf zeitweises Trockenfallen von Teilen der Plattform.

### Dolomitisierung
Der durchdringende Dolomitisierungsprozess wirft selbst heute noch viele Fragen auf, dürfte aber bereits im Verlauf der Sedimenteinbettung oder im frühdiagenetischen Stadium erfolgt sein. Folgende Umweltfaktoren haben hierbei eine bedeutende Rolle gespielt: eine großzügige Verfügbarkeit von Magnesium, ein warmes Klima, die große Oberflächenausdehnung der Internplattform sowie ihre geringe Wasserbedeckung bei gleichzeitig sehr warmen Wassertemperaturen. So bestehen beispielsweise intra- bis supratidale Hangendlaminite in der Brenta aus aphanitischem und teils peloidem Dolomitmikrit. TEM-Studien konnten zeigen, dass sich der Mikrit in Wirklichkeit aus schlecht geordneten Nanokristallen zusammensetzt. Es ist daher zu vermuten, dass sich der Dolomitschlamm direkt aus der Lösung über einen bisher unbekannten Prozess bildete, welcher sich der Sprießung und   Zusammenballung von Nanopartikeln bediente. Überdies lässt sich erkennen, dass Bereiche von Nanokristalldolomit von kalkreichem Dolomit eingebettet und zementiert werden. Somit scheint sich abzuzeichnen, dass einer der weltweit größten Dolomitkörper mittels eines ungewöhnlichen Kristallisationsprozesses aus einem Dolomitschlamm hervorging, der dann später teilweise von einer durchgehenden Dolomitisierung betroffen wurde.

## Stratigraphie

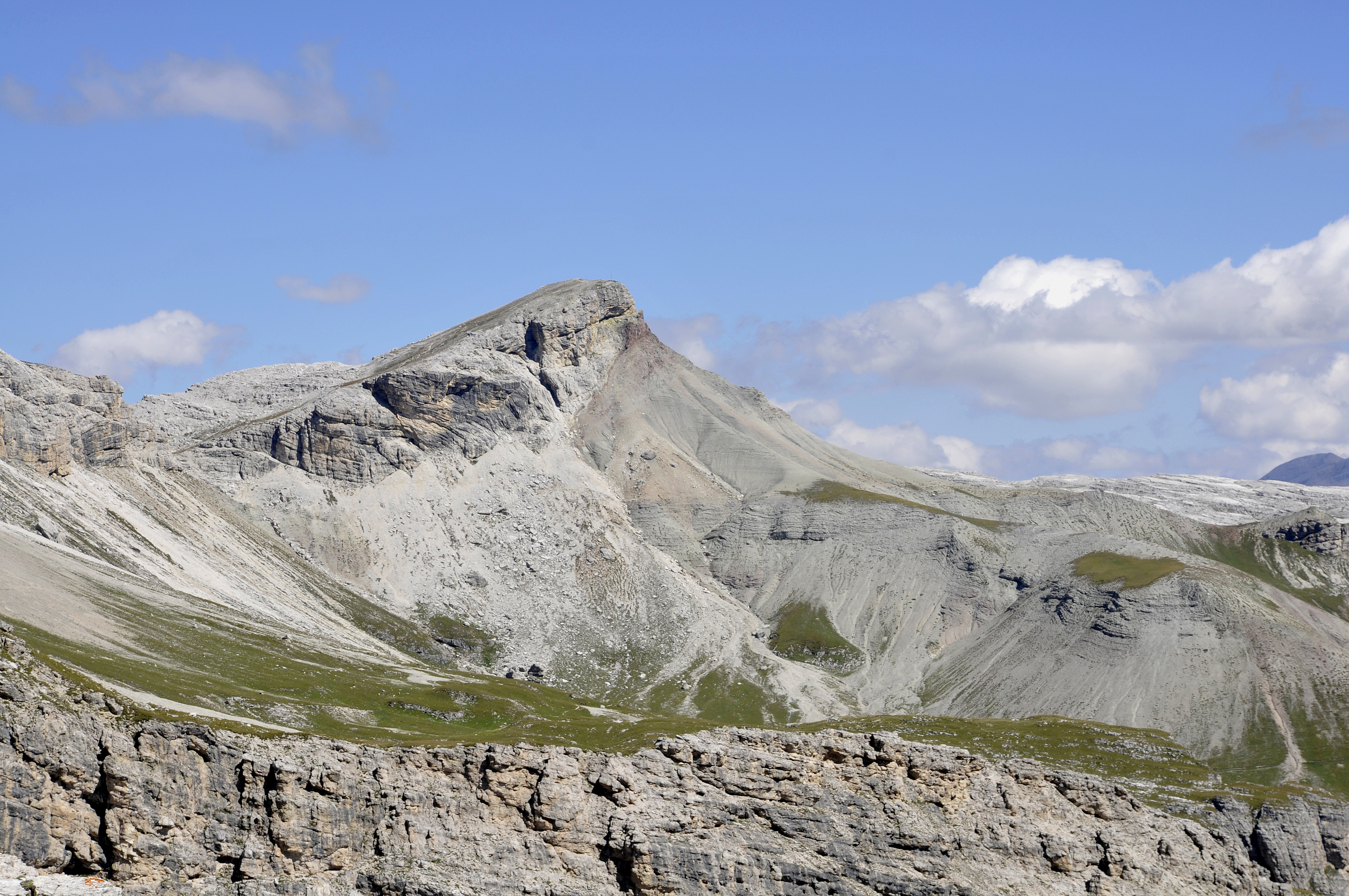
Am Gipfel des Puezkofels überfährt der Dolomia Principale Schichten des Jura und der Unterkreide

Generell folgte der Dolomia Principale auf die Raibler Schichten (Gruppo di Raiblo oder auch Raibliano – vertreten durch die  Travenanzes-Formation und die Formazione di San Giovanni Bianco) sowie auf die Formazione di Castro Sebino in der Lombardei. In den Julischen Alpen reichte der Dolomia Principale an seinem Ostrand bis auf die Obergrenze der Tropites-dilleri-Ammonitenzone herab und folgte hier auf den Portella-Dolomit. Weiter landwärts im Westen setzte er über der etwas jüngeren Monticello-Formation ein, ebenfalls aus dem Tuvalium. Nach Osten progradierte der Dolomia Principale beckenwärts über die Carnitza-Formation des Tuvaliums und die folgende Baca-Formation des Noriums.
Überlagert wird der Dolomia Principale von den Werfener Schichten (Scisti Neri und insbesondere dem Argillite di Riva di Solto in der Lombardei und dem Calcare di Zu auf der Tridentinischen Schwelle). Die Abtrennung vom überlagernden Dachsteinkalk des Rhaetiums und den folgenden Calcari Grigi wird durch die intensive Dolomitisierung oft sehr erschwert. Im Belluno-Becken reichte der Dolomia Principale sogar noch bis an die Rhaetium/Hettangium-Grenze hinauf, wo er sodann von der Soverzene-Formation abgelöst wurde.
Intern lässt sich der Dolomia Principale in drei Abschnitte gliedern. Die Sedimentation setzte an der Karnium/Norium-Grenze ein und begann subtidal, wechselte aber dann recht rasch zu sich zyklisch aufbauenden, peritidalen Gezeitenablagerungen einer eingeengten Lagune. Zur Ablagerung kamen rund 200 bis 300 Meter an dunklen schichtigen Dolomiten mit laminierten Stromatolithen.
Darüber legte sich eine äußerst mächtige peritidale Schelfplattformfolge, die intern zyklisch mit shallowing upwards-Tendenz organisiert ist. Eine Ausnahme bildet hier das Gebiet um den Iseosee, in dem sich plattforminterne Becken ausbildeten. Der Ostrand der Plattform lag bei Tarvis, 100 Kilometer östlich der Dolomiten. Der gut erhaltene Plattformrand manifestierte sich in recht steil einfallenden, übergreifenden Sedimentschüttungen, die reich an Serpuliden, Dasycladaceen (Kalkalgen) und Mikrobenmatten waren und sich durch phreatische Zementationen auszeichneten. Auf der riesigen Plattform entstanden teils dis- bis anoxische Eintiefungen reich an Karbonat und organischer Materie, so z. B. in Friaul und in den Karnischen Alpen im Osten, in der Umgebung von Belluno im Süden und in der Lombardei westlich der Dolomiten.
Der folgende mittlere und obere Dolomia Principale wurde von synsedimentären Verwerfungen durchzogen, deren Evolution durch differentielle Subsidenz und weitreichende Dehnung kontrolliert wurde. Dies sollte den Auftakt zum unterjurassischen Aufbrechen der Adriatischen Platte, einem Sporn Afrikas, führen.
Als Folge entstanden weitreichende Becken-, Rand- und Hangfazies mit asymmetrischer Anordnung. Die Plattforminnenseite tauchte stellenweise ganz auf. Im obersten Abschnitt wuchsen die Ränder dann stärker heran und die Plattform progradierte über die Internbecken hinweg. Schlusspunkt der Entwicklung war schließlich das Ertrinken der Plattform unter der terrigenen Sedimentation der Argillite di Riva di Solto. Das Ertrinken wurde durch mangelnde Karbonatproduktion erleichtert. Gründe hierfür waren eine angestiegene Konzentration der Tonfraktion, erleichtert durch klimatische Veränderungen und zunehmende Subsidenz.

## Fossilien
Der Fossilgehalt im Dolomia Principale ist stellenweise recht reichhaltig, sehr selten sind jedoch Fossilien von stratigraphischem Wert. Insgesamt erlauben die vorhandenen Fossilien – Dasycladaceen-Kalkalgen, Muscheln und Schnecken wie Worthenia confabulata – eine Zuordnung der Formation ins Norium. Die Anwesenheit von Clypeina besici deutet aber zusätzlich auf Oberes Karnium hin. In der Randfazies des Lombardischen Beckens bildeten sich verstreute Serpuliden-Riffe (Englisch patch reef) und Mikrobenhügel (Englisch mounds). Korallen waren jedoch weitestgehend abwesend (eine Ausnahme bildet die Umgebung von Tarvis) und Schwämme selten. Korallen und Schwämm treten aber in der Randfazies des Südapennins auf. Von besonderem Interesse sind Dinosaurierfährten aus den Karnischen Voralpen.

## Klima
Während der Trias befand sich das Südalpin auf zirka 18° nördlicher Breite und war somit Teil des Tropengürtels. Mit Beginn des Rhaetiums war es dann auf 25° Nord gedriftet. Der Sedimentationsraum lag am westlichen Ende sowohl der Paläo- als auch der Neotethys. Plattentektonische Bewegungen hatten seine Position im Verlauf der Trias nur wenig verändert. Somit sind damalige klimatische Fluktuationen vor allem auf Breitenverlagerungen der Monsungürtel zurückzuführen.
Bereits während der Oberen Travenanzes-Formation (Raibler Schichten) hatten sich eindeutig aride Bedingungen mit mächtigen Evaporiten und ausgeprägten Caliche-Böden eingestellt. Die Dolomitlagen des Dolomia Principale verweisen ebenfalls auf Trockenheit während eines Großteils des Noriums. Evaporitische Intervalle fehlen zwar in den Dolomiten, sind aber im Untergrund der zentralen und südlichen Apenninen vorhanden (Burano-Formation).

## Tektonik
Im Mittleren und Oberen Norium wurde das Südalpin stellenweise von syndepositionaler Tektonik betroffen. Es entstanden hierdurch auf der Plattform kleinere, von Verwerfungen umgrenzte Becken. Die Streckung war verantwortlich für das Ertrinken dieser Becken unter Ansammlung einer bedeutenden Sedimentlast. Dies erklärt die eingangs erwähnten Mächtigkeitsunterschiede zwischen karbonatischen Hochlagen und plattforminternen Trögen. Die Sedimente in den Einbruchsbecken bestanden vorrangig aus turbiditischen Kalken und Verwerfungsbrekzien hochliegender Schultern.
Für die alpine kompressive Tektonik konnten in den Südalpen zwei Phasen ausgemacht werden: die erste Phase erfolgte im Zeitraum Oberkreide bis Paläogen, die zweite ab dem Unteren Miozän. Die Hauptspannung der ersten Phase war Ost-West orientiert und erzeugte westvergente Überschiebungen. Die Hauptspannung der zweiten Phase verlief Nord-Süd mit südvergenten Überschiebungen. Charakteristisch sind so genannte ramp-flat-Strukturen die auf dem tektonischen Kompetenzunterschied der Formationen beruhen. Die flats (horizontale Gleitebenen) verlaufen meist in sehr inkompetenten Lagen wie z. B. den Raibler Schichten. Die ramps (geneigte Rampen) durchschlagen kompetentes Material (wie eben den Dolomia Principale) mit einem typischen Winkel von 25 bis 30°. Sehr schöne Beispiele für diesen Tektonikstil sind die Gigpelüberfahrungen (Italienisch sovrascorrimenti di vetta) am Puezkofel oder am Piz Boè, an denen Dolomia Principale über andere Einheiten hinwegglitt. Es handelt sich hierbei um tektonische Klippen, die durch die Erosion von ihrer aufschiebenden Stammdecke abgetrennt wurden – und um keine Deckenreste gravitären Abgleitens.

## Alter

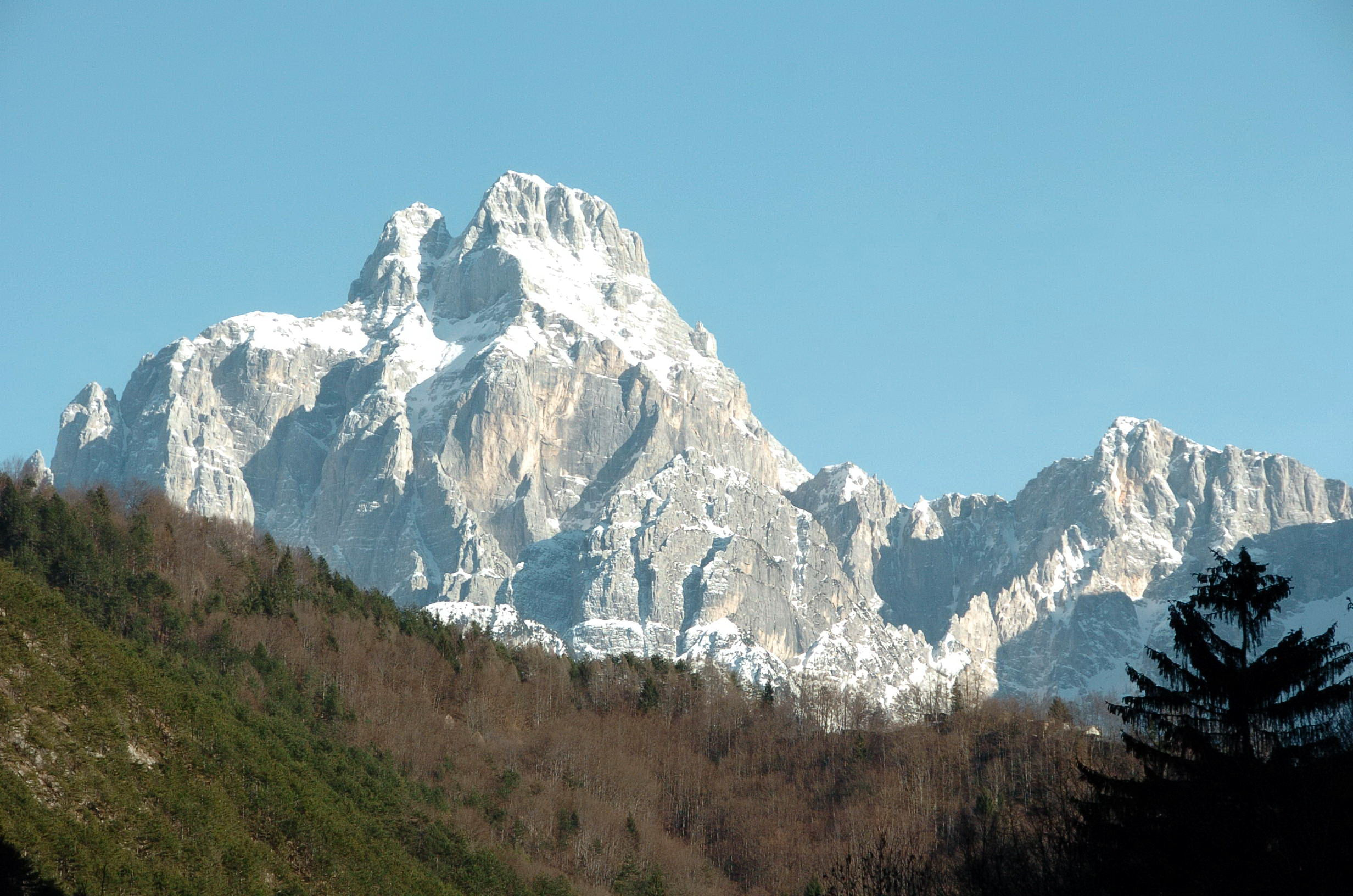
Der Montasch ruht auf Dolomia Principale, der Gipfelbereich wird jedoch von Dachsteinkalk gekrönt

Der Dolomia Principale ist diachron und wurde über einen Zeitraum von rund 20 Millionen zwischen 228 und 208 Millionen Jahren abgelagert. Er setzt generell an der Karnium/Norium-Grenze ein, kann aber bis in das höchste Karnium heruntergreifen. Seine Hangendgrenze liegt gewöhnlich an der Grenze zum Rhaetium, kann jedoch auch noch das gesamte Rhaetium umfassen.